# Careproctus bowersianus
Careproctus bowersianus es un pez de la familia Liparidae. Fue descubierto por Charles Henry Gilbert y Charles Victor Burke en 1912.
Las hembras de esta especie marina crecen hasta 15,6 metros de longitud, poseen entre 57 y 59 vértebras, aletas redondeadas y son de color rojizo. Careproctus bowersianus puede alcanzar profundidades que van desde 629 hasta los 800 metros. Habita en el mar de Ojotsk y mar de Bering.
Al igual que otras especies de Careproctus, es batidemersal e inofensiva para el ser humano.

### Lecturas recomendadas
- Anònim, 2001. Base de dades de la col·lecció de peixos del National Museum of Natural History (Smithsonian Institution). Smithsonian Institution - Division of Fishes.
- Txernova, N. V.; Stein, D. L.; Andriàixev, A. P «Family Liparidae (Scopoli, 1777) snailfishes» (en anglès). California Academy of Sciences Annotated Checklists of Fishes, 31, 72, 2004.
- Wu, H.L., K.-T. Shao i C.F. Lai (eds.), 1999. Latin-Chinese dictionary of fishes names. The Sueichan Press, Taiwán.